# Pan-asianisme
 (décembre 2020).
Si vous disposez d'ouvrages ou d'articles de référence ou si vous connaissez des sites web de qualité traitant du thème abordé ici, merci de compléter l'article en donnant les références utiles à sa vérifiabilité et en les liant à la section « Notes et références ».

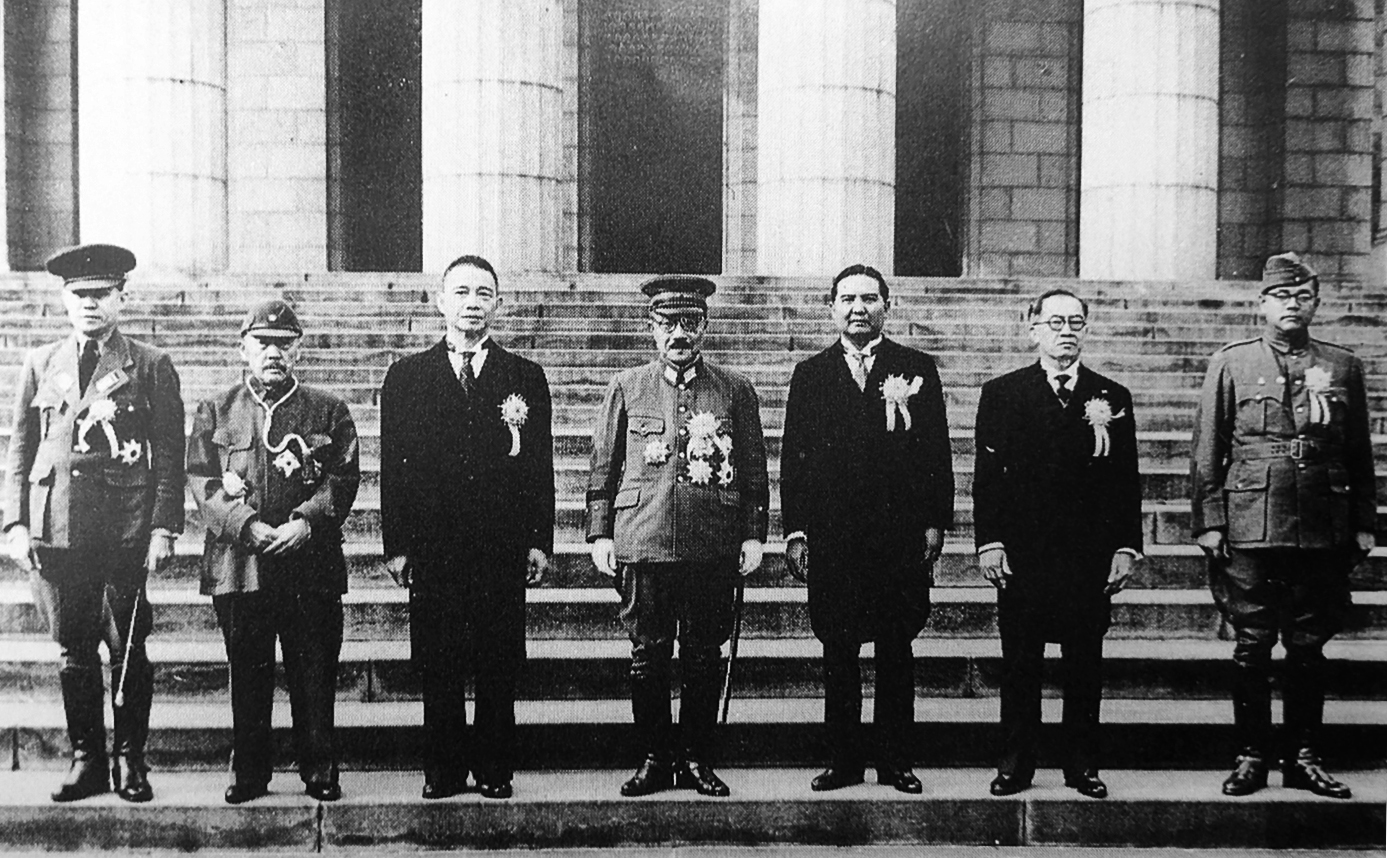
Participants à la Conférence de la Grande Asie orientale. De gauche à droite : Ba Maw, Zhang Jinghui, Wang Jingwei, Hideki Tojo, Wan Waithayakon, José P. Laurel et Subhas Chandra Bose.

Le pan-asianisme est une doctrine  politique, culturelle et sociale qui valorise l'identité commune que partageraient les différentes populations vivant en Asie, et qui préconise leur union politique sur la base de cette identité.
Elle sert notamment de base à l'expansionnisme japonais dans la première moitié du XXe siècle, visant la mise en place d'une sphère de coprospérité de la grande Asie orientale.
Durant la période de décolonisation, la Conférence des relations asiatiques de 1947 a représenté une première tentative pour affirmer l'unité asiatique. Les objectifs de la conférence qui s'est déroulé du 23 mars au 2 avril étaient de « réunir des hommes et des femmes leaders d'Asie en une plateforme commune pour étudier les problèmes communs préoccupant les peuples du continent, pour focaliser l'attention sur les problèmes sociaux, économiques et culturels des différents pays d'Asie, et encourager le contact et la compréhension mutuels. »